# Julie Driscoll
Julie Driscoll, conosciuta anche come Julie Tippetts (Londra, 8 giugno 1947), è una cantante britannica rock progressive e jazz rock, popolare negli anni 1960 - 1970.

## Biografia
Fu per il fatto che Julie Driscoll si occupava del fan-club degli Yardbirds che il loro manager di allora, Giorgio Gomelsky, si accorse di lei e  intuendo le sue capacità, la fece debuttare come cantante.  
Durante gli anni 1965-1966, Driscoll si esibiva con gli Steampacket, una formazione di cui facevano parte anche Long John Baldry, Rod Stewart e l'organista Brian Auger.
È con quest'ultimo che a partire dal 1967 formò un gruppo denominato "Julie Driscoll, Brian Auger & The Trinity". 
Raggiunsero  la popolarità nel 1968 con delle eccellenti cover come  Season of the Witch (di Donovan), This Wheel's on Fire (di Bob Dylan), Light My Fire (dei Doors) e la famosa Save Me di Aretha Franklin.
La sua voce soul era di una potenza rara per una cantante bianca, e il grande charme di Julie, le ondulazioni del suo corpo e delle sue dita facevano di lei un'interprete ricca di fascino.
Nel 1970, sposa il pianista jazz Keith Tippett (che suonerà con i  King Crimson nel periodo  70-72), e inizia a dedicarsi a un genere di musica più sperimentale.
Sotto il nuovo nome Julie Tippetts, registra il suo ultimo album di canzoni  Sunset Glow nel 1975, e da quel momento partecipa soprattutto a progetti in cui l'elemento di maggiore rilevanza è costituito dall'improvvisazione, come lo Spontaneous Music Ensemble, il Centipede di Keith Tippett, Ovary Lodge, Voice e the Ark. Partecipa anche a Tropic Appetites di Carla Bley, al concerto da cui verrà tratto Theatre Royal Drury Lane 8th September 1974 di Robert Wyatt e a numerosi altri progetti meno conosciuti.

## Discografia

### Brian Auger and the Trinity

#### Album
- 1967 - Open
- 1969 - Streetnoise
- 1969 - Jools & Brian

#### Raccolte
- 1991 - With Brian Auger & The Trinity

### Varie Julie Driscoll

#### Album
- 1971 - 1969 (con Keith Tippett Group e Blossom Toes)
- 1971 - Quartet Sequence (con John Stevens, Ron Herman & Trevor Watts)
- 1971 - (giugno) Septober Energy (con Centipede)
- 1972 - Blueprint (con Keith Tippett, Roy Babbington, Frank Perry & Keith Bailey)
- 1974 - Tropic Appetites (con Carla Bley)
- 1975 - Ovary Lodge (con Keith Tippett, Harry Miller & Frank Perry)
- 1975 - Sunset Glow
- 1975 - The Rock Peter and the Wolf (con Gary Brooker, Bill Bruford, Phil Collins, Stéphane Grappelli, Jack Lancaster, Jon Hiseman, Brian Eno, Alvin Lee, Gary Moore, Cozy Powell, Manfred Mann, Keith Tippett, Viv Stanshall e altri)
- 1978 - Frames: Music for an Imaginary Film (Keith Tippett's Ark)
- 1978 - Encore (con Brian Auger)
- 1982 - Company (Ursula Oppens, Fred Frith, George Lewis, Akio Suzuki, Keith Tippett, Moto Yoshizawa, Anne Le Baron, Phil Wachsmann & Derek Bailey
- 1987 - Couple in Spirit (duetto con Keith Tippett)
- 1989 - Fire in the Mountain (con Working Week)
- 1989 - Women With Voices (traccia #12, con Maggie Nicols, Sue Ferrar & Sylvia Hallett)
- 1991 - The Bristol Concert (con Mujician & The Georgian Ensemble come ospite onorario)
- 1992 - Spirits Rejoice (con The Dedication Orchestra)
- 1993 - Twilight Etchings (con Willi Kellers & Keith Tippett)
- 1994 - Ixesha (Time) (con The Dedication Orchestra)
- 1996 - Couple In Spirit II (duetto con Keith Tippett)
- 1998 - The First Full Turn (con RoTToR: Paul Rutherford, Julie & Keith Tippett, Paul Rogers)
- 1998 - First Weaving: Live at Le Mans Jazz Festival (Keith Tippett Tapestry Orchestra)
- 1998 - "HeXtet: Through the Ear of a Raindrop" (con John Wolf Brennan, Evan Parker, Paul Rutherford, Chris Cutler e Peter Whyman (Leo Records 254)
- 1999 - Shadow Puppeteer - solo
- 2002 - Fluvium (con Martin Archer & Geraldine Monk)
- 2003 - The Dartington Trio (con Keith Tippett & Paul Dunmall)
- 2004 - (8 agosto) Dartington Improvising Trio (con Keith Tippett & Paul Dunmall)
- 2004 - Julie Driscoll
- 2004 - Viva La Black: Live at Ruvo Jazz Festival (con Keith Tippett, Louis Moholo-Moholo & Canto General)
- 2005 - Mahogany Rain (con Paul Dunmall, Philip Gibbs & Keith Tippett)
- 2008 - Couple in Spirit - Live at the Purcell Room (con Keith Tippett)
- 2008 - Nostalgia 77 Sessions feat. Keith & Julie Tippett
- 2009 - Ghosts of Gold (con Martin Archer)
- 2011 - "Tales of FiNiN" (con Martin Archer)

#### Singoli
- 1963 - (20 settembre) Take Me by the Hand / Stay Away From Me (Columbia DB 7118)
- 1965 - (giugno) Don't Do It No More / I Know You (Parlophone R 5296)
- 1966 - (maggio) I Didn't Want to Have to Do It / Don't Do It No More (Parlophone R 5444)
- 1967 - (aprile) I Know You Love Me Not / If You Should Ever Leave Me (Parlophone R 5588)

#### Raccolte
- 1982 - Best of Julie Driscoll
- 1999 - Season of the Witch
- 2001 - If Your Memory Serves You Well
- 2004 - London 1964-1967
- 2004 - A Kind of Love in 1967-1971